# Stowey
Stowey är en by i civil parish Stowey-Sutton, i distriktet Bath and North East Somerset, i grevskapet Somerset, i England. Byn är belägen 15 km från Bath. Stowey var en civil parish fram till 1949 när blev den en del av Stowey Sutton och Chew Magna. Civil parish hade 127 invånare år 1931.